# MDAX
Le MDAX (Mid-Cap-DAX) est un indice boursier calculé par la Deutsche Börse. Le M est l'abréviation de Mid-Cap ou entreprises à capitalisation moyenne. Le MDAX regroupe les 60 entreprises dont la capitalisation boursière suit immédiatement les 30 plus grandes capitalisations boursières allemandes du DAX . 
À sa création en 1996, le MDAX regroupait 70 entreprises, puis fut ramené en 2003 à 50 entreprises. En septembre 2018, la composition de l'indice fut augmentée de 50 à 60 entreprises. Les autres indices de références sont le TecDAX et le ÖkoDAX. Les entreprises à plus petite capitalisation, les small cap sont quant à elles regroupés au sein du SDAX. 
En octobre 2020, Deutsche Börse propose d'augmenter le DAX de 30 à 40 entreprises et de réduire le MDAX de 60 à 50 entreprises.